# 埃玛·加西亚
埃玛·加西亚（西班牙語：Emma García，1999年1月13日—），西班牙女子花样游泳运动员，2022年世界游泳锦标赛焦点自选铜牌得主、2023年世界游泳锦标赛混合双人技术自选银牌得主。